# Tranvia Susegana-Pieve di Soligo
La tranvia Susegana-Pieve di Soligo era un impianto noto per il trasporto dei passeggeri e delle merci che a partire dal 1913 prese ad attraversare la valle del fiume Soligo. Gravemente danneggiata a causa della Grande Guerra, durante la quale la sede era stata utilizzata per l'impianto di una ferrovia di interesse bellico, la tranvia passò di mano nel 1921 per poi venire formalmente soppressa nel 1931.

## Storia

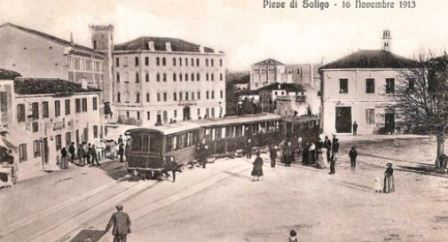
L'inaugurazione della tranvia in una nota cartolina d'epoca

Il 15 ottobre 1908 la Società Veneta per le imprese e costruzioni pubbliche (SV) presentò il progetto di una tranvia da Susegana a Pieve di Soligo, seguito il giorno 21 dello stesso mese da quello di un suo prolungamento verso Follina. In data 7 gennaio 1910, tuttavia, la medesima società dichiarò di non poter attuare tale secondo progetto.
Con Regio decreto n. 489 del 28 aprile 1912 fu approvata la convenzione con la Società Veneta per la concessione riguardante una tramvia a vapore dalla stazione ferroviaria di Susegana a Pieve di Soligo.
La linea fu inaugurata ufficialmente il 16 novembre del 1913; per la sua costruzione erano state spese 450.000 Lire, cui si sommavano ulteriori 122.000 Lire per il materiale rotabile. Per l'esercizio della linea la SV richieste un contributo annuo di 35.750 Lire, pari a 2.750 Lire/km. Lo stesso Comune di Pieve di Soligo si impegnò a versare all'azienda 4.750 Lire l'anno per 50 anni.

La tranvia nei pressi di Follina

La prima guerra mondiale, che vide fra il Veneto e il Friuli uno dei più cruenti teatri di battaglia, portò al pesante danneggiamento degli impianti, decretando la chiusura della linea ad opera dell'amministrazione austroungarica all'indomani della sconfitta di Caporetto.

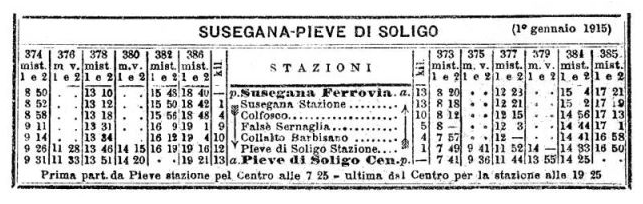
Quadro orario della tranvia nel 1915

La stessa fu peraltro ricostruita provvisoriamente in forma di ferrovia militare, con uno scartamento rispetto al quale le fonti non concordano, riportando i valori di 700 mm o 750 mm. Tale "ferrovia da campo" (gli austriaci chiamavano "'Feldbahn" tale tipo di infrastrutture) seguiva il percorso originario Ponte della Priula-Pieve di Soligo proseguendo poi su Follina (ricalcando con ciò l'originario progetto della "Veneta") e Revine Lago; una breve diramazione consentiva di raggiungere l'abitato di Falzè di Piave.
In seguito all'armistizio la Società Veneta rinunciò alla ricostruzione della linea, che venne dunque ripristinata a spese dello Stato; per tale motivo con Regio decreto n. 1336 del 16 luglio 1925 fu revocata in tale anno alla suddetta società la concessione della linea.
Le fonti bibliografiche non riportano chi fosse l'effettivo gestore fra il 1925 e la data di soppressione ufficiale della tranvia, avvenuta nel 1931. La carenza di documentazione fotografica pervenuta sembra confermare la chiusura della linea già nel 1922.

## Caratteristiche tecniche
| Unknown route-map component "exKBHFa" |

| Unknown route-map component "exBHF" |

| Unknown route-map component "exSTR" + Unknown route-map component "uexKBHFa" |

| Unknown route-map component "uexBHF" |

| Unknown route-map component "uexHST" |

| Unknown route-map component "uexHST" |

| Unknown route-map component "uexHST" |

| Unknown route-map component "uexBHF" |

|  |  | Unused straight waterway | Unknown route-map component "STR+l" | Unknown route-map component "CONTfq" |

|  |  | Unknown route-map component "uexKHSTe" | Station on track |  |

|  | Unknown route-map component "exCONTgq" | Unknown route-map component "exSTRq" | Unknown route-map component "eABZgr" |  |

|  |  |  | Continuation forward |

La tranvia, a scartamento metrico, aveva origine nella frazione di Susegana denominata Ponte della Priula, che ospitava la stazione ferroviaria cittadina, con un capolinea situato nelle immediate adiacenze della stessa denominato "Susegana Ferrovia"; nella piazza non era presente alcun cappio di ritorno: i treni retrocedevano fino alla stazione per invertire la marcia. Superato il tempio votivo, nelle cui adiacenze era edificata la rimessa tranviaria, i convogli incontravano poi la stazione tranviaria vera e propria, "Susegana Stazione", per poi dirigersi in direzione nord ovest.
Erano dunque servite, in successione, le fermate intermedie di Colfosco, Falzè di Piave (indicata negli orari dell'epoca con la grafia "Falsè") e Barbisano.
Giunta a Pieve di Soligo, la tranvia presentava una stazione in via Lamberto Chisini, il cui fabbricato è tuttora esistente e presso la quale esisteva una seconda rimessa, per poi effettuare capolinea nella centrale piazza Vittorio Emanuele II, ov'era presente anche un deposito di rotaie raccordato, ospitato dell'edificio poi sede della Cassamarca.
Anche sulla lunghezza esatta del percorso le fonti editoriali non sono concordi: vengono riportate lunghezze di 12,505, 12,862, oppure 12,729 km.

## Materiale rotabile
Il parco trazione della tranvia era costituito da tre locomotive a vapore di tipo tranviario numerate 71÷73, costruite dalle officine di Saronno su disegni e licenza della Maschinenfabrik Esslingen; dopo la cessazione della guerra, nel 1918 le stesse furono trasferite a Udine per il prestare servizio sulla tranvia Udine-San Daniele.
Il materiale rimorchiato comprendeva tre carrozze passeggeri di seconda classe e due miste di prima e seconda classe, cui si aggiungevano cinque carri chiusi e cinque aperti per il trasporto merci.